# Carlos Altamirano (sociólogo)
Carlos Washington Altamirano (26 de agosto de 1939) es un sociólogo argentino. Es Investigador del Consejo Nacional de Investigaciones Científicas y Técnicas (Argentina) (CONICET), profesor de la Universidad Nacional de Quilmes. Autor de numerosos libros sobre política y sociedad. Obtuvo la Beca Guggenheim en 2004, el Premio Konex - Diploma al Mérito en 2004 y 2006, y el Konex de Platino en 2014.

## Obra
- Literatura/Sociedad (con Beatriz Sarlo, 1983)
- Ensayos argentinos: de Sarmiento a la vanguardia (con Beatriz Sarlo, 1997)
- Frondizi: el hombre de ideas como político (1998)
- Peronismo y cultura de izquierda (2001)
- Bajo el signo de las masas, 1943-1973 (2001)
- Para un programa de historia intelectual (2005)